# Magomedgasan Abușev
Magomedgasan Abușev (n. 10 noiembrie 1959, Karabudakhkent⁠(d), RSFS Rusă, URSS) este un luptător sovietic, medaliat olimpic. A participat la o ediție a Jocurilor Olimpice (1980) în care a câștigat o medalie de aur.

## Participări
Lista de mai jos prezintă principalele competiții la care a participat Magomedgasan Abușev de-a lungul carierei.
- wrestling at the 1980 Summer Olympics – men's freestyle 62 kg[*]